# Oryzorictes tetradactylus
Oryzorictes tetradactylus är en däggdjursart som beskrevs av Milne-Edwards och Alfred Grandidier 1882. Oryzorictes tetradactylus ingår i släktet ristanrekar, och familjen tanrekar. IUCN kategoriserar arten globalt som otillräckligt studerad. Inga underarter finns listade i Catalogue of Life.
Arten förekommer i bergstrakter på östra Madagaskar. Den lever i regioner mellan 2050 och 2450 meter över havet. Habitatet utgörs av fuktiga landskap ovanpå trädgränsen. Individerna lever delvis underjordiska.